# إرنست تورنر
إرنست تورنر (بالإنجليزية: Ernest Turner)‏ (1 يناير 1898 في المملكة المتحدة - 7 ديسمبر 1951 في المملكة المتحدة) هو لاعب كرة قدم بريطاني (وحمل سابقاً جنسية المملكة المتحدة لبريطانيا العظمى وأيرلندا) في مركز الهجوم. لعب مع نادي ساوثهامبتون وMerthyr Town F.C. ‏.